# Blåsrörskemi

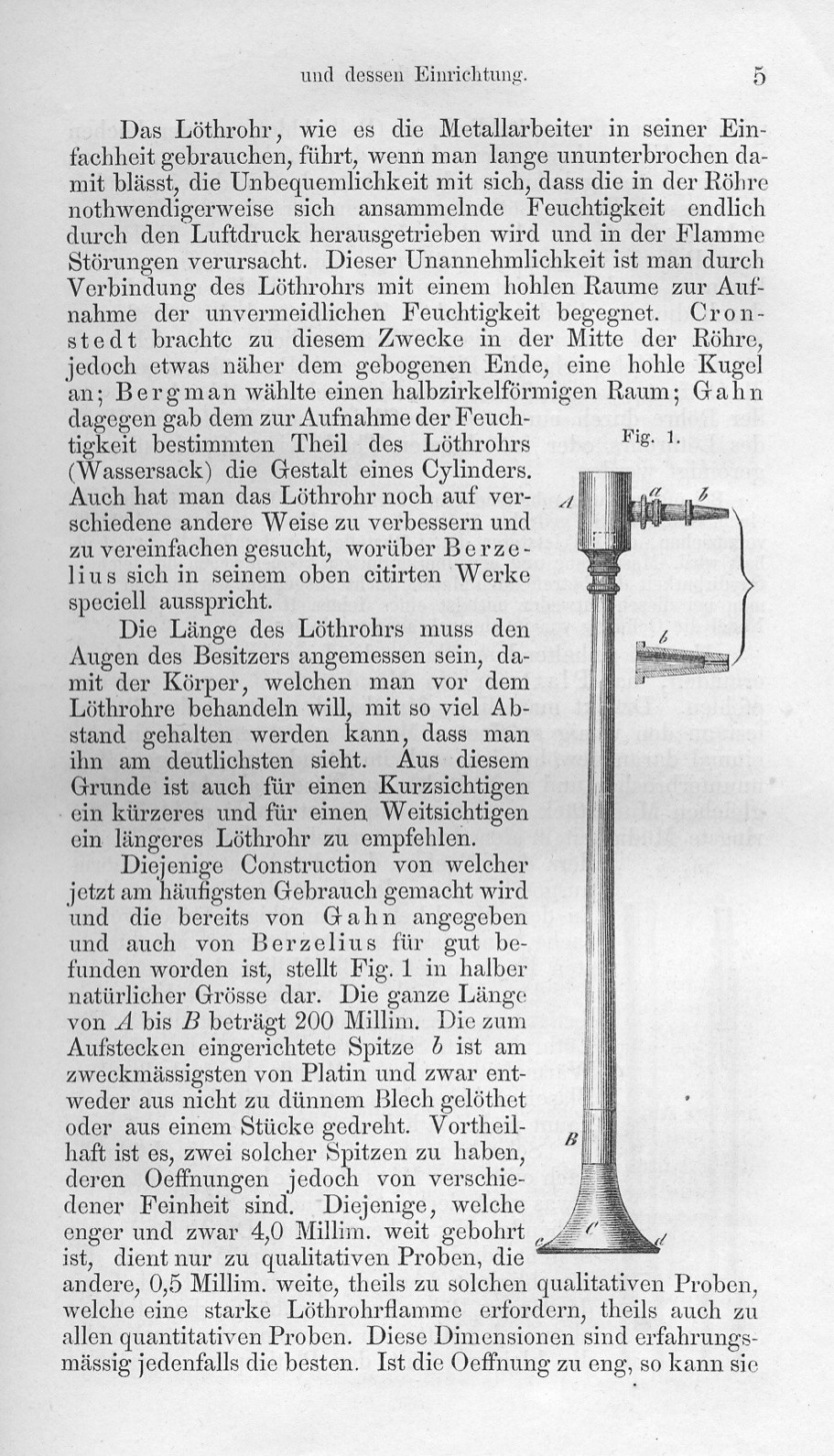
Blåsrör, Carl Friedrich Plattners Probirkunst mit dem Löthrohre (1865).

Blåsrörskemin var historiskt en del av den analytiska kemin, genom vilken man upptäckte ett ämnes beståndsdelar med hjälp av ett blåsrör, ett med en fin öppning och med en luftbehållare försett rör, genom vilket man med munnen inpressade luft. Genom användning av blåsröret på en vanlig ljus- eller lamplåga kunde man framkalla så stark hetta, som krävdes för undersökning av ämnens förhållande i högre temperaturer, vare sig vid eller utan fritt lufttillträde eller vid närvaro av vissa reagenser. 
Blåsrörskemin var en nästan uteslutande svensk avdelning av den analytiska kemin. Ehuru en tysk bergsman, Johann Andreas Cramer, redan 1739 omnämner blåsröret som ett utmärkt instrument för igenkännande av metaller och mineral, var det huvudsakligen genom arbeten av de svenska bergsmännen Sven Rinman, Anton von Swab och Axel Fredrik Cronstedt, som blåsrörskemin grundlades under mitten av 1700-talet. Till följd av de obetydliga hjälpmedel, som behövs för kroppars undersökning genom blåsrör, och de obetydliga mängder av ämnet, som krävs, blev detta enkla redskap ett av mineralkemistens allra mest oumbärliga hjälpmedel.
Åren 1773-79 ägnade jämväl kemisten Torbern Bergman stor uppmärksamhet åt samma gren av den kemiska analysen; men de flesta försök, som därtill erfordrades, utfördes av hans lärjunge Johan Gottlieb Gahn, som själv sedermera utvecklade blåsrörskemin betydligt. Gahn offentliggjorde emellertid ej själv sina upptäckter och blev det för vetenskapen en ovärderlig vinst, att Jöns Jacob Berzelius under Gahns sista levnadsår fick kännedom om hans metoder.
Resultatet av såväl Gahns som Berzelius egna många och ihärdiga forskningar blev Berzelius arbete Om blåsrörets användande i kemien och mineralogien (1820), som översattes till en mängd europeiska språk. På den grund, som Berzelius med detta arbete lade, utfördes sedermera alla övriga arbeten på detta område.

## Idag
Idag ingår i regel inte blåsrörskemi i den kemiska undervisningen på svenska högskolor, men till exempel atomabsorptionsspektroskopi och atomemissionsspektroskopi bygger på samma principer och det finns dessutom metoder som i stället för en låga använder sig av plasma för att nå en högre temperatur.  